# Mariadas Kagithapu
Mariadas Kagithapu M.S.F.S. (1936 – 2018) là một Giám mục người Ấn Độ của Giáo hội Công giáo Rôma. Ông nguyên là Tổng giám mục chính tòa Tổng giáo phận Visakhapatnam. Trước khi đến Visakhapatnam làm Tổng giám mục, ông còn làm Giám mục chính tòa cho Giáo phận Visakhapatnam (sau thăng Tổng giáo phận) và Giáo phận Guntur. Khẩu hiệu Giám mục của ông là:To Christ for the world.

## Tiểu sử
Tổng giám mục Mariadas Kagithapu sinh ngày 7 tháng 9 năm 1936 tại Visakhapatnam, thuộc Ấn Độ. Sau quá trình tu học dài hạn tại các cơ sở chủng viện theo yêu cầu từ Giáo luật, ngày 10 tháng 6 năm 1961, Phó tế Kagithapu, 25 tuổi, tiến đến việc được truyền chức linh mục. Tân linh mục cũng là thành viên của Dòng Missionaries of St. Francis de Sales d’Annecy [viết tắt là M.S.F.S.]
Sau gần 15 năm công tác mục vụ trên cương vị là một linh mục, ngày 19 tháng 12 năm 1974, Tòa Thánh loan báo việc Giáo hoàng đã quyết định bổ sung linh mục Mariadas Kagithapu vào hàng ngũ các giám mục, cụ thể với chức danh Giám mục chính tòa Giáo phận Guntur. Tuy nhiên, lễ truyền chức cho vị tân giám mục bị trì hoãn đến ngày 5 tháng 5 năm 1977 mới được cử hành, với phần nghi thức được chủ sự bởi ba giáo sĩ cấp cao. Chủ phong cho vị tân chức là Tổng giám mục Duraisamy Simon Lourdusamy, Tổng Thư kí Thánh bộ Loan báo Phúc âm cho Các dân tộc. Hai vị khác với vai trò phụ phong gồm có Tổng giám mục Saminini Arulappa, Tổng giám mục Tổng giáo phận Hyderabad và Giám mục Ignatius Gopu, M.S.F.S., Giám mục chính tòa Giáo phận Visakhapatnam. Tân giám mục chọn cho mình châm ngôn:To Christ for the world.
Năm năm sau được được chính thức tấn phong chức vị giám mục, ngày 10 tháng 9 năm 1982, tin tức từ phía Tòa Thánh loan báo việc Giáo hoàng quyết định thuyên chuyển nhiệm sở đối với Giám mục Kagithapu, chuyển ông làm Giám mục chính tòa Giáo phận Visakhapatnam. Ông sau đó đã đến nhận nhiệm sở mới của mình vào ngày 26 tháng 1 năm 1983 sau đó. Ngày 16 tháng 10 năm 2001, Tòa Thánh loan báo về việc nâng Giáo phận Visakhapatnam thành Tổng giáo phận Visakhapatnam. Đồng thời với tin tức này, Tòa Thánh tái xác nhận việc chọn Giám mục Mariadas Kagithapu tiếp tục lãnh đạp Giáo phận, với chức danh chính thức là Tổng giám mục chính tòa.
Sau 30 năm trên cương vị là người lãnh đạo tinh thần của Tổng giáo phận Visakhapatnam, ông từ nhiệm, và được Tòa Thánh thông báo chấp thuận vào ngày 3 tháng 7 năm 2012.
Ngày 26 tháng 2 năm 2018, Tổng giám mục Mariadas Kagithapu qua đời, thọ 82 tuổi.